# Ping Pong - Il ritorno
Ping Pong - Il ritorno (中国乒乓之绝地反击S) è un film del 2023 diretto da Deng Chao e Yu Baimei.
Il racconto vede come protagonisti Deng Chao, Sun Li e Xu Weizhou. Ripercorre la storia di un allenatore di tennistavolo, ispirato a Cai Zhenhua che torna dall'estero deciso a fare la differenza come direttore della squadra nazionale cinese. Sotto la sua guida la squadra maschile cinese tenta un importante riscatto durante i campionati mondiali.

## Trama
Il film è ambientato tra il 1992 e il 1995, e ripercorre i reali avvenimenti del periodo. Dai Minjia, allenatore di ping pong, vive all'estero, in modo tutto sommato agiato, ma sceglie di tornare in patria con l'obiettivo di riportare al successo la squadra nazionale, in forte crisi. La Cina ha perso la leadership nello sport nazionale del tennistavolo con l'avvento di squadre europee, soprattutto la Svezia in cui giocano campioni come Jan-Ove Waldner e Jörgen Persson, nonché da alcune variazioni nelle regole e nello stile di gioco.
Dai Minjia è scelto come capo operativo di una complessa struttura di allenatori e atleti. Sceglie di allenare in un modo nuovo, di far fare ai giocatori esperienze all'estero, di adottare strumenti di ripresa degli avversari per infine selezionare il miglior gruppo di giocatori che dovranno riscattare l'intera Cina nelle competizioni. In particolare per i prossimi Campionati mondiali di tennistavolo, che si disputeranno in patria, a Tientsin tra soli due anni. Tra i tanti atleti egli sceglie cinque giocatori: Huang Zhao, Hou Zhuoxiang, Dong Shuai, Da Li e Wang Yao.
L'asse portante del racconto è come l'intera organizzazione sportiva, da sempre tradizionalista e basata sulla totale dedizione umana, dovrà cercare alternative per far fronte ad un mondo che si è evoluto.

## Distribuzione
In Italia il film è distribuito a partire dal novembre 2024.

### Riconoscimenti
- Golden Rooster Awards
  - 2023 – Candidatura per il miglior film
  - 2023 – Candidatura per il miglior regista
  - 2023 – Candidatura per la migliore direzione artistica
  - 2023 – Candidatura per la migliore registrazione sonora